# Volný elektronový pár

Volné elektronové páry (znázorněné jako dvojice teček) v Lewisovské struktuře hydroxidu

Volný elektronový pár je dvojice valenčních elektronů, které nevytvářejí kovalentní vazbu s dalším atomem. Součet počtu elektronů ve volných párech a elektronů vytvářejících vazbu je tak roven počtu valenčních elektronů daného atomu.
Volné páry se využívají v teorii VSEPR k vysvětlení tvarů molekul. Využití mají také v Lewisově teorii kyselin a zásad.
Některé dvojice nevazebných elektronů se neřadí mezi volné páry, například u přechodných kovů neovlivňují nevazebné páry molekulovou geometrii a považují se za stereochemicky nečinné. V teorii molekulových orbitalů se volné páry často neuvažují, protože souvislosti mezi orbitaly a složkami Lewisovské struktury často nejsou zjevné; jako volné elektronové páry se ale často označují obsazené nevazebné orbitaly.

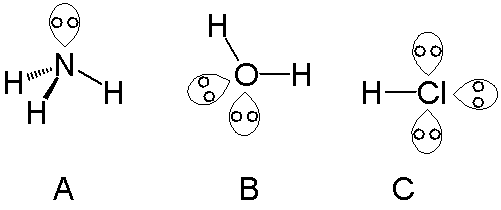
Volné elektronové páry u amoniaku (A), vody (B), a chlorovodíku (C)

Jeden volný elektronový pár mívají atomy ze skupiny dusíku, například dusík v amoniaku. Dva se vyskytují u chalkogenů, jako je kyslík v molekule vody. Halogeny mohou mít, jako například chlor v chlorovodíku, tři volné páry.

## Vliv na vazebné úhly

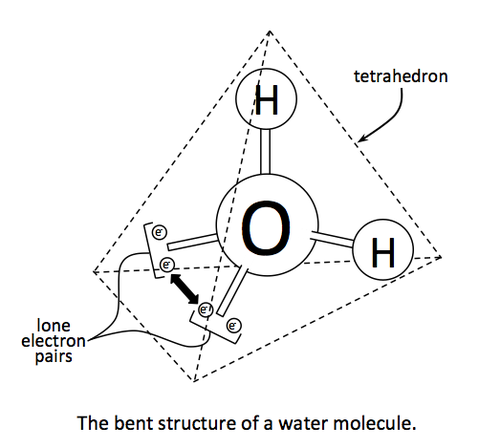
Tetraedrická struktura molekuly vody

Volné elektronové páry často vykazují zápornou polaritu a nacházejí se blíže k atomovému jádru než vazebné elektrony. Přítomnost volného páru zmenšuje úhel vazby mezi vazebnými elektrony, jejichž náboj způsobuje odpuzování mezi elektrony. Volné páry se také podílejí na tvorbě koordinačně-kovalentních vazeb, například při rozpouštění kyselin ve vodě vznikají hydroniové ionty (H3O+) dodáváním volných elektronových párů kyslíku vodíkovým kationtům.
U oxidu uhličitého (CO2), který nemá volný elektronový pár na centrálním atomu, se atomy kyslíku navazují na opačné strany uhlíkového atomu, zatímco u vody (H2O), obsahující dva volné páry na centrálním atomu, činí úhel mezi atomy vodíku 104,5°, což je způsobeno odpuzováním dvou volných elektronových párů kyslíku, které zvětšuje vzdálenost atomů vodíku až do dosažení rovnováhy.

## Dipólové momenty
Volné elektronové páry mohou ovlivňovat dipólové momenty molekul. Amoniak má dipólový moment 1,42 D. Protože je elektronegativita dusíku (3,04) větší než u vodíku (2,2), tak jsou vazby N-H polární, s částečným záporným nábojem na dusíku a menšími kladnými náboji na atomech vodíku. Dipól vytváří také volný elektronový pár, který tak zesiluje polaritu vazeb N-H a navyšuje dipólový moment molekuly; fluorid dusitý má mnohem menší dipólový moment 0,234 D. Fluor je elektronegativnější než dusík a polarita vazby N-F má tak opačný směr než N-H u amoniaku, a volný pár jej zeslabuje.

## Stereogenní volné páry
Volné páry mohou umožňovat chiralitu molekul, ve kterých jsou zbylé tři navázané skupiny navzájem odlišné. Tento jev se vyskytuje u aminů, fosfinů, sulfoniových a oxoniových iontů, sulfoxidů, a karboaniontů.
Rozlišení enantiomerů s aminovým stereocentrem je zpravidla neproveditelné, protože aktivační energie dusíkové inverze bývá nízká, což i za pokojové teploty způsobuje rychlé přechody mezi oběma formami. Rozlišení lze provést u sloučenin s aminovými skupinami zablokovanými v cyklických molekulách (jako je například Trögerova zásada).

## Neobvyklé volné páry
Stereochemicky aktivní volné páry mohou vytvářet také dvouvazné ionty olova a cínu, které disponují elektronovými konfiguracemi ns2; toto uspořádání v pevném skupenství vytváří narušené čtverečné krystalové struktury u PbO i SnO.
Vznik ns2 volných párů u těchto kovů byl původně připisován vnitroatomární hybridizaci orbitalů s a p, ale ukázalo se, že silně závisí na aniontu. Tato závislost vysvětluje, proč některé sloučeniny dvouvazného olova a cínu, například PbS a SnTe nevykazují přítomnost volných elektronových párů a mají symetrickou strukturu odpovídající NaCl.
Volné páry v molekulách mohou také narušovat koordinaci ligandů okolo iontů kovů. U olova byla taková narušení pozorována v komplexech dusičnanu olovnatého a v roce 2007 nyla vydána studie přisuzující volným párům vliv na otravy olovem. Olovnaté ionty mohou nahradit ty původní u některých důležitých enzymů, například zinečnaté ionty v dehydratáze kyseliny delta-aminolevulové, zapojené do syntézy hemu, složky hemoglobinu. Tato inhibice syntézy hemu je molekulární podstatou otravy olovem.
Výpočetními studiemi bylo zjištěno, že koordinační čísla se nahrazením vápenatých iontů v bílkovinách nezmění, a navázání olova tak mění způsob, jakým ligandy uspořádávají vznikající volné elektronové páry, což naruší funkci těchto bílkovin. Tento jev je výrazný u bílkovin navazujících zinek, kde zcela znemožňují navázání obvyklého substrátu a vyvolávají tak inhibici.
U prvků 14. skupiny se může přítomnost volných párů elektronů projevit prodloužením jednoduchých i trojných vazeb.
Alkyny obsahují trojné vazby uhlík-uhlík (řád vazby 3) a mají lineární geometrii s vazebnými úhly 180°; odpovídající sloučeniny následujících prvků skupiny (křemíku, germania, a cínu), mají formálně trojné vazby s efektivními řády 2, kde jeden volný pár má trans-ohnutou geometrii. V případě olova je tato vazba efektivně jednoduchá, kde jsou takto vychýlené dva volné páry každého atomu olova. U organogermaniové sloučeniny je efektivní řád vazby také 1.